# Воля (Ульяновская область)
Воля — посёлок в Рязановском сельском поселении Мелекесского района Ульяновской области.

## География
Находится на левом берегу реки Бирли, на расстоянии примерно 30 километров к юго-юго-западу (по прямой) от районного центра города Димитровграда.

## Население
| 2010 |
| ---- |
| 94   |

Согласно результатам переписи 2002 года, в национальной структуре населения русские составляли 73 % из 105 чел.

## Инфраструктура
Рыбопитомник АО «Аква».